# Велоспорт на літніх Олімпійських іграх 1952

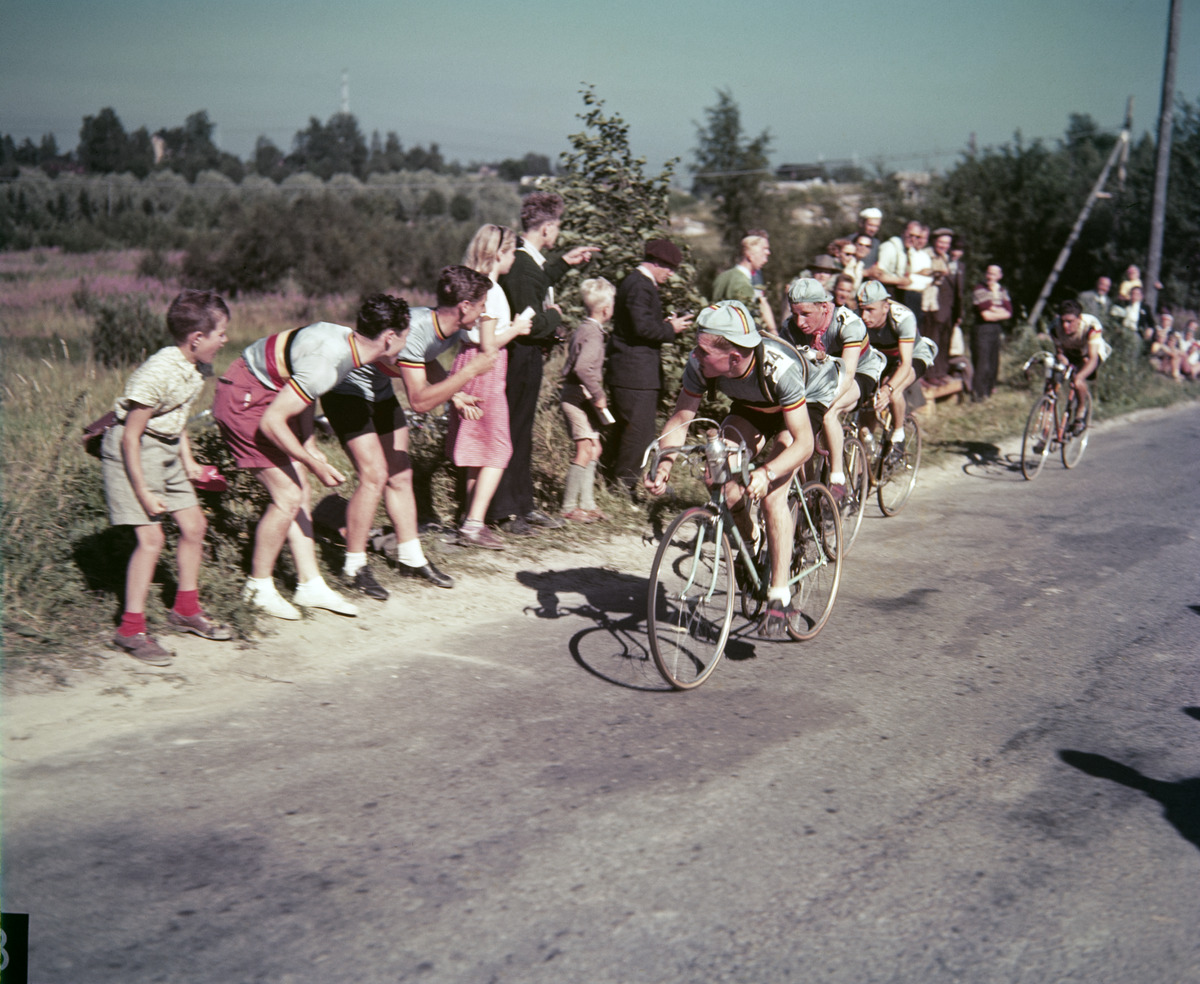
Три бельгійські велогонщики під час шосейної гонки.

У змаганнях з велоспорту на літніх Олімпійських іграх 1952 у Гельсінкахі розіграно 6 комплектів нагород (лише серед чоловіків) у двох видах: шосейний велоспорт і велоспорт на треку.

## Медальний залік

### Шосейні гонки
| Дисципліни             | Золото                                                    | Срібло                                                     | Бронза                                              |
| ---------------------- | --------------------------------------------------------- | ---------------------------------------------------------- | --------------------------------------------------- |
| Групова шосейна гонка  | Андре Ноєль · Бельгія                                     | Роберт Ґронделарс · Бельгія                                | Еді Циґлер · Німеччина                              |
| Командна шосейна гонка | Бельгія (BEL) Роберт Ґронделарс Андре Ноєль Люсьєн Віктор | Італія (ITA) Діно Бруні Джанні Гідіні Вінченцо Дзукконеллі | Франція (FRA) Жак Анкетіль Клод Руе Альфред Тонелло |

### Велоперегони на треку
| Дисципліни                    | Золото                                                                  | Срібло                                                             | Бронза                                                                            |
| ----------------------------- | ----------------------------------------------------------------------- | ------------------------------------------------------------------ | --------------------------------------------------------------------------------- |
| Командна гонка переслідування | Італія (ITA) Маріно Мореттіні Лоріс Кампана Міно де Россі Guido Messina | ПАР (RSA) Альфред Свіфт Джордж Істмен Роберт Фаулер Томас Шарделоу | Велика Британія (GBR) Роналд Стреттон Доналд Берджесс Джордж Ньюберрі Алан Ньютон |
| Спринт                        | Енцо Саккі · Італія                                                     | Лайонел Кокс · Австралія                                           | Вернер Потцернгайм · Німеччина                                                    |
| Тандем                        | Лайонел Кокс і Расселл Мокрідж (AUS)                                    | Раймонд Робінсон і Томас Шарделоу (RSA)                            | Антоніо Маспес і Чезаре Пінарелло (ITA)                                           |
| гіт                           | Расселл Мокрідж · Австралія                                             | Маріно Мореттіні · Італія                                          | Раймонд Робінсон · Південно-Африканська Республіка                                |

## Країни, що взяли участь
Змагалися 215 велогонщиків з 36-ти країн.
| - Аргентина (6) - Австралія (6) - Австрія (4) - Бельгія (11) - Болгарія (5) - Канада (2) - Чилі (4) - Чехословаччина (6) - Данія (13) |  | - Фінляндія (11) - Франція (10) - Німеччина (5) - Велика Британія (12) - Гватемала (5) - Угорщина (6) - Індія (5) - Італія (11) - Японія (4) |  | - Ямайка (1) - Ліхтенштейн (2) - Люксембург (4) - Мексика (4) - Нідерланди (6) - Нова Зеландія (2) - Норвегія (3) - Пакистан (2) - Румунія (5) |  | - Південно-Африканська Республіка (5) - Південна Корея (3) - В'єтнам (4) - СРСР (10) - Швеція (8) - Швейцарія (10) - США (9) - Уругвай (7) - Венесуела (4) |

## Таблиця медалей
| Місце               | Країна                | Золото | Срібло | Бронза | Загалом |
| ------------------- | --------------------- | ------ | ------ | ------ | ------- |
| 1                   | Італія (ITA)          | 2      | 2      | 1      | 5       |
| 2                   | Австралія (AUS)       | 2      | 1      | 0      | 3       |
| 2                   | Бельгія (BEL)         | 2      | 1      | 0      | 3       |
| 4                   | ПАР (RSA)             | 0      | 2      | 1      | 3       |
| 5                   | Німеччина (GER)       | 0      | 0      | 2      | 2       |
| 6                   | Велика Британія (GBR) | 0      | 0      | 1      | 1       |
| 6                   | Франція (FRA)         | 0      | 0      | 1      | 1       |
| Загалом (7 збірних) | Загалом (7 збірних)   | 6      | 6      | 6      | 18      |